# Microsoft Outlook
Microsoft Outlook  (engl. [ˈmaɪ.kɹoʊ.sɒft ˈaʊtˌlʊk]) este un software popular al firmei Microsoft pentru primirea și trimiterea de e-mailuri, precum și pentru gestionarea întâlnirilor, a contactelor, a sarcinilor și a notelor (Personal information manager). Funcționează pe sistemele de operare Windows și MacOS.